# العلاقات الكندية الكورية الشمالية
العلاقات الكندية الكورية الشمالية هي العلاقات الثنائية التي تجمع بين كندا وكوريا الشمالية.

## مقارنة بين البلدين
هذه مقارنة عامة ومرجعية للدولتين:
| وجه المقارنة                                              | كندا                     | كوريا الشمالية                        |
| --------------------------------------------------------- | ------------------------ | ------------------------------------- |
| المساحة (كم2)                                             | 9.98 مليون               | 120.54 ألف                            |
| عدد السكان (نسمة)                                         | 35.70 مليون              | 25.49 مليون                           |
| الكثافة السكانية (ن./كم²)                                 | 3.58                     | 211.47                                |
| العاصمة                                                   | أوتاوا                   | بيونغيانغ                             |
| اللغة الرسمية                                             | لغة إنجليزية، لغة فرنسية | لغة كوريا الشمالية القياسية ‏          |
| العملة                                                    | دولار كندي               | وون كوري شمالي                        |
| الناتج المحلي الإجمالي (بليون دولار)                      | 1.65 تريليون             |                                       |
| الناتج المحلي الإجمالي (تعادل القوة الشرائية) بليون دولار | 1.59 تريليون             |                                       |
| الناتج المحلي الإجمالي الاسمي للفرد دولار أمريكي          | 43.25 ألف                |                                       |
| الناتج المحلي الإجمالي للفرد دولار أمريكي                 | 45.07 ألف                |                                       |
| مؤشر التنمية البشرية                                      | 0.913                    |                                       |
| رمز المكالمات الدولي                                      | +1                       | +850                                  |
| رمز الإنترنت                                              | .ca                      | .kp                                   |
| المنطقة الزمنية                                           |                          | ت ع م+08:30، ت ع م+08:30، ت ع م+09:00 |

## منظمات دولية مشتركة
يشترك البلدان في عضوية مجموعة من المنظمات الدولية، منها:
| علم المنظمة | اسم المنظمة                   | تاريخ انضمام كندا | تاريخ انضمام كوريا الشمالية |
| ----------- | ----------------------------- | ----------------- | --------------------------- |
|             | الاتحاد البريدي العالمي       | ?                 | ?                           |
|             | المنظمة الهيدروغرافية الدولية | ?                 | ?                           |
|             | يونسكو                        | 4 نوفمبر 1946     | 18 أكتوبر 1974              |
|             | الأمم المتحدة                 | 9 نوفمبر 1945     | 17 سبتمبر 1991              |
|             | الاتحاد الدولي للاتصالات      | 1 يوليو 1908      | ?                           |
|             | منتدى آسيان الإقليمي ‏         | ?                 | ?                           |

## وصلات خارجية
- موقع وزارة الخارجية الكندية
- موقع وزارة الخارجية الكورية الشمالية